# Tell Awar
Tell Awar (tiếng Ả Rập: تل اعور)  là một ngôi làng Syria nằm ở  Jisr al-Shughur Nahiyah thuộc huyện Jisr al-Shughur, Idlib.  Theo Cục Thống kê Trung ương Syria (CBS), Tell Awar có dân số 601 người theo thống kê năm 2004.